# Krzysztof Oliwa
Krzysztof Artur Oliwa, född 12 april 1973 i Tychy, Polen, är en polsk före detta professionell ishockeyspelare. Han representerade NHL-klubbarna New Jersey Devils, Columbus Blue Jackets, Pittsburgh Penguins, New York Rangers, Boston Bruins och Calgary Flames.

## Statistik

### Klubbkarriär
| 1993–94    | Raleigh Icecaps       | ECHL       | 15  | 0  | 2  | 2  | 65   | 9  | 0 | 0 | 0 | 35 |
| 1993–94    | Albany River Rats     | AHL        | 33  | 2  | 4  | 6  | 151  | –  | – | – | – | –  |
| 1994–95    | Raleigh Icecaps       | ECHL       | 5   | 0  | 2  | 2  | 32   | –  | – | – | – | –  |
| 1994–95    | Detroit Vipers        | IHL        | 4   | 0  | 1  | 1  | 24   | –  | – | – | – | –  |
| 1994–95    | Albany River Rats     | AHL        | 20  | 1  | 1  | 2  | 77   | –  | – | – | – | –  |
| 1994–95    | Saint John Flames     | AHL        | 14  | 1  | 4  | 5  | 79   | –  | – | – | – | –  |
| 1995–96    | Raleigh Icecaps       | ECHL       | 9   | 1  | 0  | 1  | 53   | –  | – | – | – | –  |
| 1995–96    | Albany River Rats     | AHL        | 51  | 5  | 11 | 16 | 217  | –  | – | – | – | –  |
| 1996–97    | Albany River Rats     | AHL        | 60  | 13 | 14 | 27 | 322  | 15 | 7 | 1 | 8 | 49 |
| 1996–97    | New Jersey Devils     | NHL        | 1   | 0  | 0  | 0  | 5    | –  | – | – | – | –  |
| 1997–98    | New Jersey Devils     | NHL        | 73  | 2  | 3  | 5  | 295  | 6  | 0 | 0 | 0 | 23 |
| 1998–99    | New Jersey Devils     | NHL        | 64  | 5  | 7  | 12 | 240  | 1  | 0 | 0 | 0 | 2  |
| 1999–00    | New Jersey Devils     | NHL        | 69  | 6  | 10 | 16 | 184  | –  | – | – | – | –  |
| 2000–01    | Columbus Blue Jackets | NHL        | 10  | 0  | 2  | 2  | 34   | –  | – | – | – | –  |
| 2000–01    | Pittsburgh Penguins   | NHL        | 26  | 1  | 2  | 3  | 131  | 5  | 0 | 0 | 0 | 16 |
| 2001–02    | Pittsburgh Penguins   | NHL        | 57  | 0  | 2  | 2  | 150  | –  | – | – | – | –  |
| 2002–03    | New York Rangers      | NHL        | 9   | 0  | 0  | 0  | 51   | –  | – | – | – | –  |
| 2002–03    | Hartford Wolf Pack    | AHL        | 15  | 0  | 1  | 1  | 30   | –  | – | – | – | –  |
| 2002–03    | Boston Bruins         | NHL        | 33  | 0  | 0  | 0  | 110  | –  | – | – | – | –  |
| 2003–04    | Calgary Flames        | NHL        | 65  | 3  | 2  | 5  | 247  | 20 | 2 | 0 | 2 | 6  |
| 2004–05    | Podhale Nowy Targ     | Polen      | –   | –  | –  | –  | –    | 2  | 0 | 0 | 0 | 12 |
| 2005–06    | New Jersey Devils     | NHL        | 3   | 0  | 0  | 0  | 0    | –  | – | – | – | –  |
| NHL totalt | NHL totalt            | NHL totalt | 410 | 17 | 28 | 45 | 1447 | 32 | 2 | 0 | 2 | 47 |